# 福布斯鎮區 (密蘇里州霍爾特縣)
福布斯鎮區（英語：Forbes Township）是位於美國密蘇里州霍爾特縣的一個行政鎮區。

## 地方資料
福布斯鎮區的面積為115.92平方千米，當中陸地面積為113.71平方千米，而水域面積為2.21平方千米。根據2020年美國人口普查的數據，當地共有人口136人，而人口密度為每平方千米1.17人。